# Edmund Elviden
Edmund Elviden (XVI wiek) – angielski poeta renesansowy, znany jako autor trzech dzieł: A Neweyere's gift to the Rebellious Persons in the North partes of England, The Closit of Counsells, conteining the advyse of Divers Wyse Philosophers touchinge sundrye morall matters in Poesies, Preceptes, Prouerbes, and Parables, translated and collected out of divers aucthours into English verse i The most excellent and pleasant Metaphoricall History of Pesistratus and Catanea. O prywatnym życiu poety nic nie wiadomo. W swoim dziele poeta opierał się na myślach różnych pisarzy i filozofów, między innymi Plutarcha.